# Порт-о-Пренс
Порт-о-Пренс (гаїт. креол. Vil Pòtoprens, фр. Ville de Port-au-Prince) — найбільше місто, столиця й головний морський порт Гаїті, розташоване на південно-західному узбережжі острова Гаїті, на березі затоки Гонаїв. Населення міста становить близько 1 200 000 жителів.

## З історії міста
Порт-о-Пренс був заснований французами в 1749 році. З 1770 по 1804 рік виконував функції центра французької колонії Сан-Домінго. Коли 1804 року Гаїті здобула незалежність, місто було обране столицею нової держави.

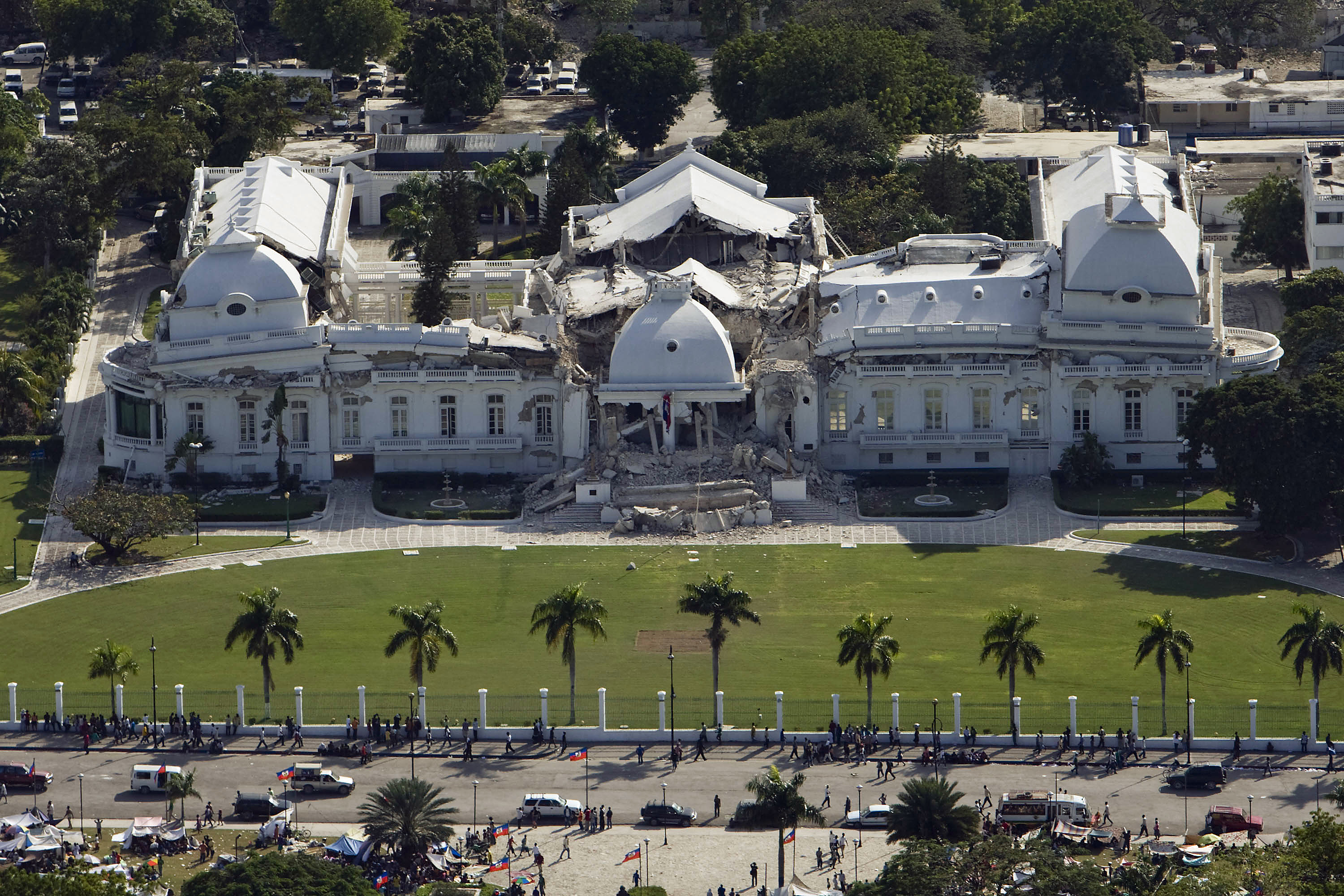
Президентський палац після землетрусу 2010 року

У результаті 7-бального за шкалою Ріхтера землетрусу 12 січня 2010 року (епіцентр був за 22 км від міста) столиця Гаїті опинилася майже вщент зруйнованою, включно з основними адміністративними будівлями, будинком, де містилась Місія ООН. Станом на 2021 рік Порт-о-Пренс не відбудовано.

## Населення
Населення міста становило 1 234 742 осіб. Більшість жителів має африканське походження, але тут також живе значна кількість іспаномовних жителів, азійців і європейців. У місті також проживає певна кількість арабів, у тому числі сирійці, ліванці та палестинці.

## Економіка і культура
Порт-о-Пренс — це найбільше місто країни і її головний торговий центр. Тут розвинені харчова, текстильна, цементна галузі промисловості. Підприємства міста роблять тютюнові вироби й безалкогольні напої, будматеріали й продовольчі товари. Великий внесок в економіку міста робить будівництво й туризм. У Порт-о-Пренсі є міжнародний аеропорт.
У столиці перебувають Банк Республіки Гаїті, Державний університет Гаїті, Національна бібліотека, Національний музей, археологічний музей, музей гаїтянського народу й художній центр. Дуже цікавий вигляд має будинок Палацу Республіки і кам'яна набережна XVIII століття.

## Клімат
Порт-о-Пренс має саванний клімат (Aw за класифікацією кліматів Кеппена) і відносно постійні температури протягом усього року. Сезон дощів триває з березня по листопад, хоча в липні спостерігається деяке зменшення опадів. Сухий сезон триває з грудня по лютий.
| Клімат Порт-о-Пренса                       | Клімат Порт-о-Пренса | Клімат Порт-о-Пренса | Клімат Порт-о-Пренса | Клімат Порт-о-Пренса | Клімат Порт-о-Пренса | Клімат Порт-о-Пренса | Клімат Порт-о-Пренса | Клімат Порт-о-Пренса | Клімат Порт-о-Пренса | Клімат Порт-о-Пренса | Клімат Порт-о-Пренса | Клімат Порт-о-Пренса | Клімат Порт-о-Пренса |
| Показник                                   | Січ.                 | Лют.                 | Бер.                 | Квіт.                | Трав.                | Черв.                | Лип.                 | Серп.                | Вер.                 | Жовт.                | Лист.                | Груд.                | Рік                  |
| Середній максимум, °C                      | 31                   | 31                   | 32                   | 32                   | 33                   | 35                   | 35                   | 35                   | 34                   | 33                   | 32                   | 31                   | 32,8                 |
| Середня температура, °C                    | 27                   | 26,5                 | 27                   | 28                   | 28                   | 30                   | 30                   | 29,5                 | 28                   | 28                   | 27                   | 26,5                 | 27,96                |
| Середній мінімум, °C                       | 23                   | 22                   | 22                   | 23                   | 23                   | 24                   | 25                   | 24                   | 24                   | 24                   | 23                   | 22                   | 23,3                 |
| Середня кількість сонячних годин на місяць | 279,0                | 254,2                | 279,0                | 273,0                | 251,1                | 237,0                | 279,0                | 282,1                | 246,0                | 251,1                | 240,0                | 244,9                | 3116,4               |
| Норма опадів, мм                           | 33                   | 58                   | 86                   | 160                  | 231                  | 102                  | 74                   | 145                  | 175                  | 170                  | 86                   | 33                   | 1353                 |
| Днів з опадами                             | 3                    | 5                    | 7                    | 11                   | 13                   | 8                    | 7                    | 11                   | 12                   | 12                   | 7                    | 3                    | 99                   |
| ------------------------------------------ | -------------------- | -------------------- | -------------------- | -------------------- | -------------------- | -------------------- | -------------------- | -------------------- | -------------------- | -------------------- | -------------------- | -------------------- | -------------------- |
| Джерело: Climate & Temperature             |                      |                      |                      |                      |                      |                      |                      |                      |                      |                      |                      |                      |                      |

## Галерея

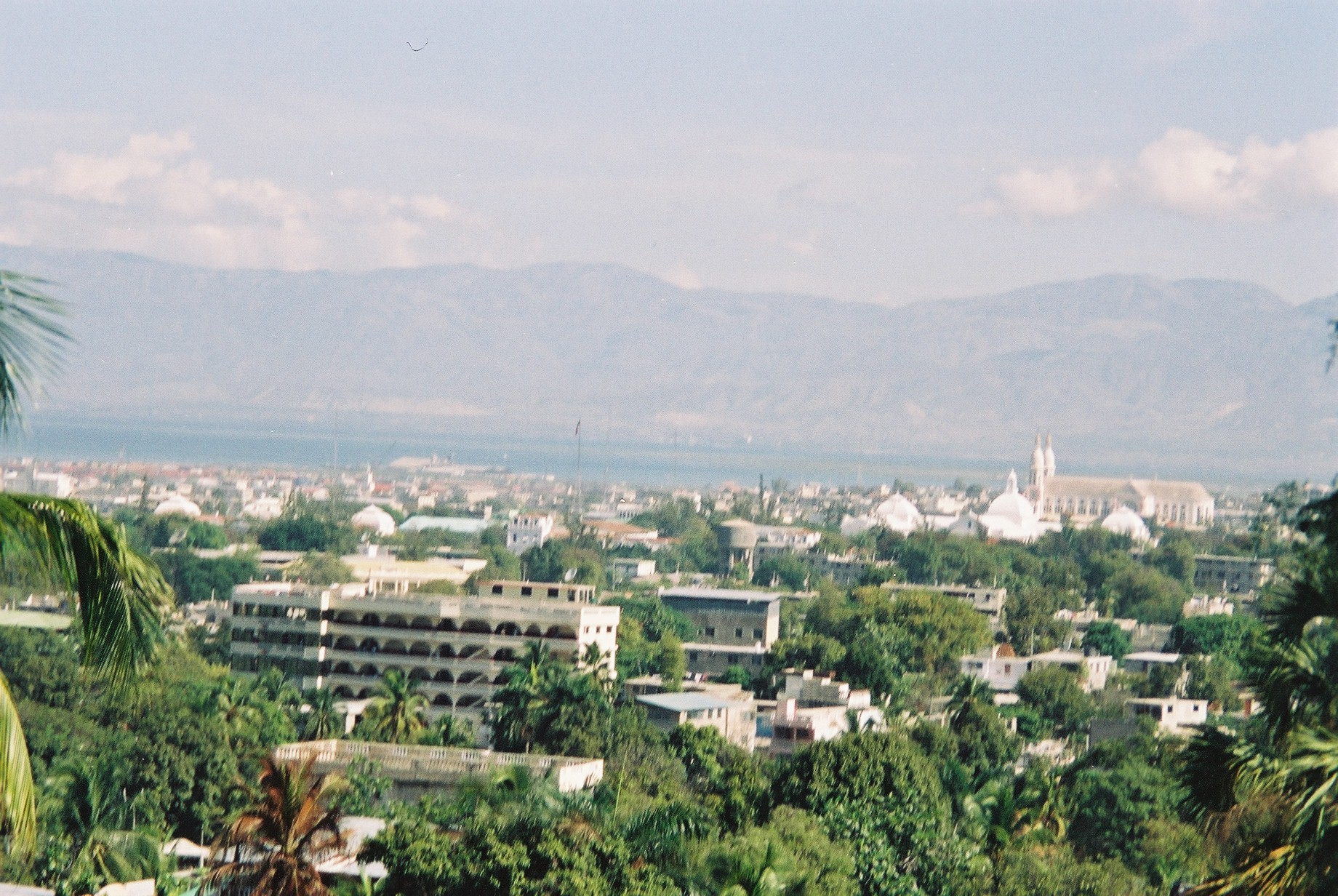
Порт-о-Пренс за 3 роки до землетрусу
Собор Порт-о-Пренса до землетрусу 2010 рокуСобор Порт-о-Пренса до землетрусу 2010 року
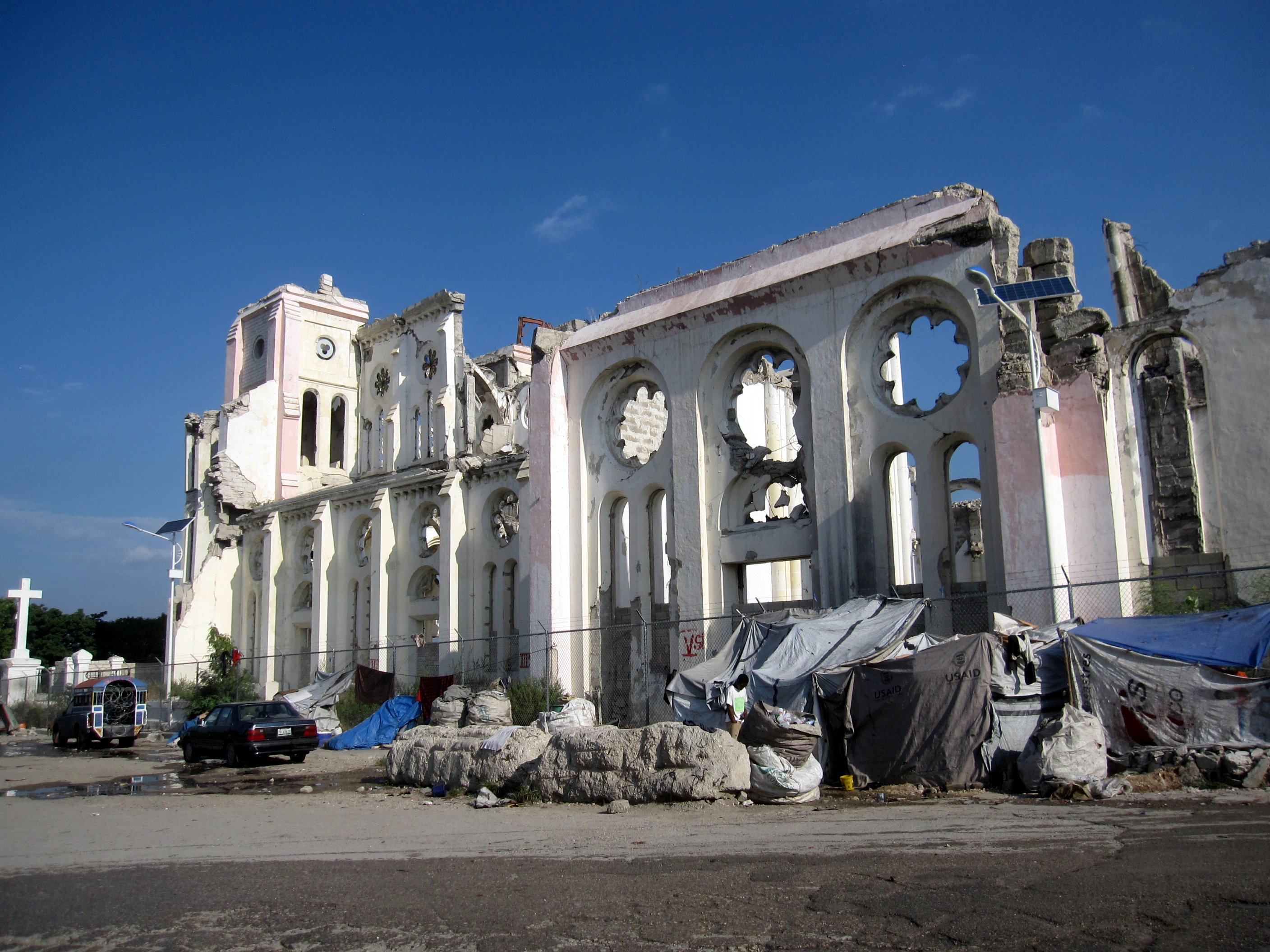
Собор після землетрусу
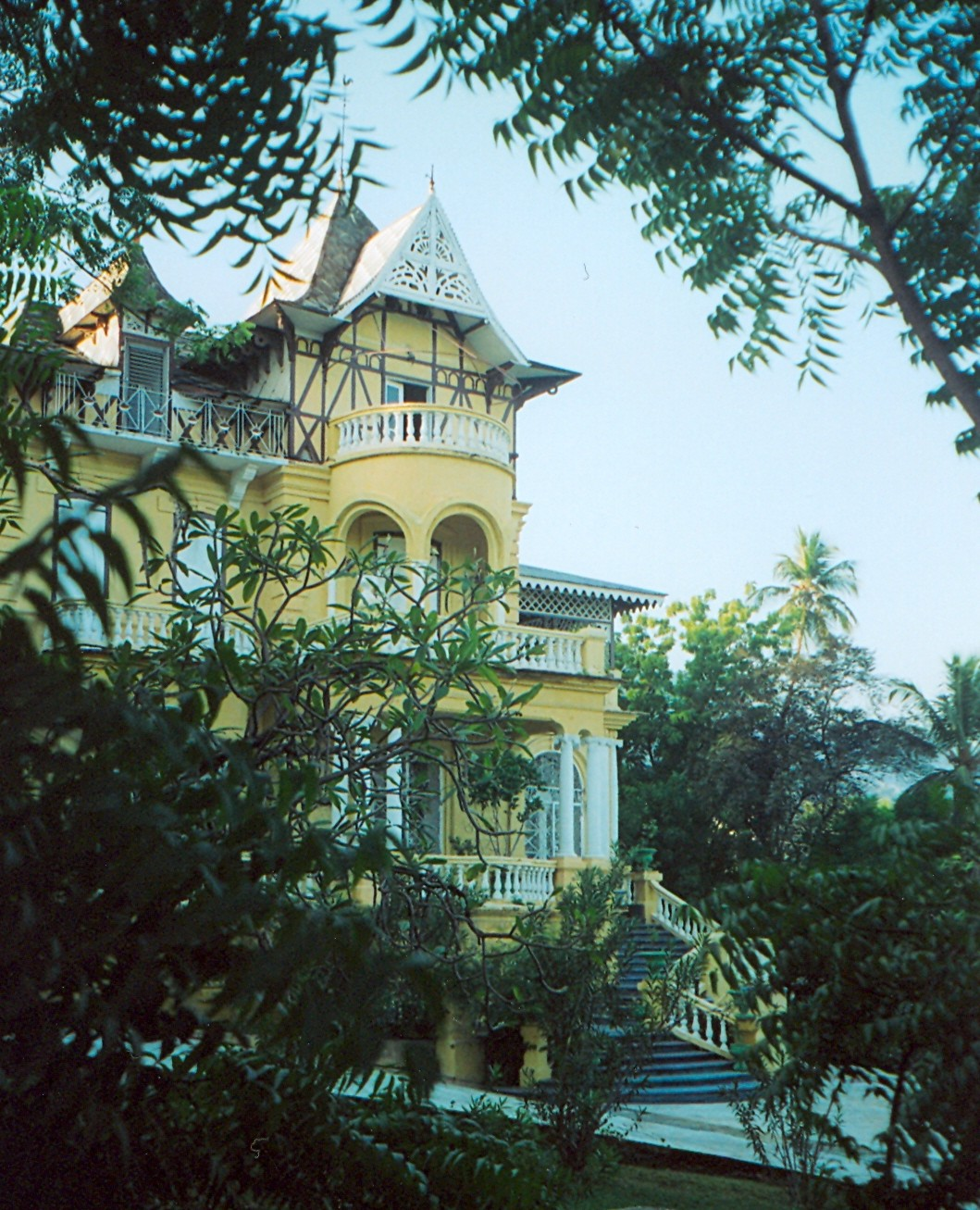
Будинок Кордаско. Фото 2002 року